# Tetradymiet
Het mineraal tetradymiet is een bismut-telluur-sulfide met de chemische formule Bi2Te2S.

## Eigenschappen
Het opaak staalgrijze of geelgrijze tetradymiet heeft een metallische glans, een staalgrijze streepkleur en de splijting van het mineraal is perfect volgens het kristalvlak [0001]. Het kristalstelsel is trigonaal. Tetradymiet heeft een gemiddelde dichtheid van 7,55, de hardheid is 1,5 tot 2 en het mineraal is niet radioactief.

## Naamgeving
De naam van het mineraal tetradymiet is afgeleid van het Griekse tetradymos, dat vierzijdig betekent.

## Voorkomen
Tetradymiet is een mineraal dat wordt gevormd in hydrothermale kwarts-goud-aders en in contactmetamorfe gesteenten. De typelocatie is gelegen in Župkov (ook Zsubkó of Schubkau), Stredoslovenský Kraj, Slowakije. Het wordt ook gevonden op de Mangfallberg, Boliden, Västerbotten, Zweden.